# Олів'є Лангле
Олів'є Лангле (фр. Olivier Lenglet, нар. 20 лютого 1960, Сен-Кантен, Франція) — французький фехтувальник на шпагах, олімпійський чемпіон (1988 рік), срібний (1984 рік) призер Олімпійських ігор, дворазовий чемпіон світу.

## Виступи на Олімпіадах
| Олімпіада         | Дисципліна          | Місце |
| ----------------- | ------------------- | ----- |
| Лос-Анджелес 1984 | індивідуальна шпага | 13    |
| Лос-Анджелес 1984 | командна шпага      | 2     |
| Сеул 1988         | командна шпага      | 1     |
| Барселона 1992    | індивідуальна шпага | 17    |
| Барселона 1992    | командна шпага      | 4     |